# Psaenythia rufipes
Psaenythia rufipes is een vliesvleugelig insect uit de familie Andrenidae. De wetenschappelijke naam van de soort is voor het eerst geldig gepubliceerd in 1886 door Holmberg.